# Турбина на Уелс
Турбина на Уелс е вятърна турбина с ниско налягане, която се върти непрекъснато в една посока, независимо от посоката на въздушния поток.
Водната турбина се използва при ВЕИ източници, които използват пад или напор на водата. Едно иновативно приложение на тази турбина е в централа от тип осцилиращи водни колони, базирана на базата на вълновата енергия. Турбина на Уелс е изградена с аксиален ротор, обикновено със симетрични (безкамерни) остриета, подредени под ъгъл 90 градуса спрямо входящия поток водна струя..